# Lê Quốc Thân
 Lê Quốc Thân (tên khai sinh là  Nguyễn Văn Thanh, 1 tháng 5 năm 1919 – 30 tháng 11 năm 2007) là một nhà chính trị Việt Nam. Ông nguyên là Ủy viên Ban Chấp hành Trung ương Đảng Cộng sản Việt Nam khoá III, IV, nguyên Bí thư kiêm Chủ tịch Ủy ban kháng chiến hành chính liên tỉnh Hải Phòng-Kiến An, nguyên Giám đốc Công an thành phố Hà Nội, nguyên Thứ trưởng Thường trực Bộ Công an Việt Nam, ủy viên Hội đồng Chính phủ, nguyên Trưởng Ban Nội chính Trung ương.

## Tiểu sử
Lê Quốc Thân sinh ngày 1 tháng 5 năm 1919, tại xã Kim Bình, huyện Kim Bảng, tỉnh Hà Nam.
Từ năm 1936, khi mới 17 tuổi, ông được cho là "đã sớm giác ngộ cách mạng". Tháng 6 năm 1940, được kết nạp vào Đảng Cộng sản Đông Dương.
Tháng 11/1941, ông bị thực dân Pháp bắt giam và kết án 10 năm tù khổ sai, bị giam ở các nhà tù Hỏa Lò, Sơn La, Hòa Bình. Đến tháng 2/1944, được Chi bộ nhà tù lựa chọn, tổ chức vượt ngục. Tháng 5/1944, bị bắt lại, bị giam giữ ở nhà tù Hoả Lò.
Lợ dụng sơ hở của quân Pháp, tháng 3/1945, ông vượt ngục, sau đó được Xứ ủy giao nhiệm vụ Trưởng ban Giao thông Xứ ủy Bắc Kỳ.
Sau khi Cách mạng tháng Tám thành công, ông được điều về công tác ở Hải Phòng, phụ trách Sở Cảnh sát, Sở Liêm phóng, rồi được cử giữ chức Bí thư Tỉnh ủy Kiến An, Bí thư kiêm Chủ tịch Ủy ban Kháng chiến hành chính liên tỉnh Hải Phòng - Kiến An. Từ năm 1949 đến năm 1954, là ủy viên Thường vụ Liên khu III, Ủy viên ủy ban Kháng chiến hành chính Liên khu III.
Tháng 7/1954, ông được giao nhiệm vụ Chủ tịch ủy ban Quân quản và Tiếp quản Thành phố Nam Định. Từ tháng 8/1954, đồng chí được điều về Hà Nội chuẩn bị tiếp quản Thủ đô, tham gia Ban Thường vụ Thành ủy và làm Giám đốc Công an Hà Nội. Năm 1956, được điều về Bộ Công an giữ chức Giám đốc Vụ Bảo vệ kinh tế, rồi Giám đốc Vụ Bảo vệ chính trị.
Từ tháng 5/1958, ông được đề bạt giữ chức Thứ trưởng Bộ Công an, Ủy viên Hội đồng Chính phủ, trực tiếp phụ trách Cục Cảnh vệ, đảm nhận công tác bảo vệ Hồ Chí Minh, bảo vệ Bộ Chính trị, Trung ương Đảng.
Từ năm 1960 đến 1976, ông là Ủy viên Ban Chấp hành Trung ương Đảng khoá III. Năm 1976, tiếp tục được bầu lại là Ủy viên Ban Chấp hành Trung ương Đảng khoá IV.
Từ năm 1960 đến năm 1979, ông được phân công đảm nhiệm chức vụ Thứ trưởng Thường trực Bộ Công an.
Từ tháng 2/1979 đến tháng 5/1982, ông được phân công giữ chức Trưởng Ban Nội chính Trung ương.
Từ tháng 5/1982 đến tháng 4/1987, ông là Bí thư Đảng ủy Khối các cơ quan Nội chính Trung ương và giữ chức vụ Phó trưởng Ban Nội chính Trung ương.
Từ năm 1987, ông nghỉ hưu.
Do lâm bệnh nặng, ông đã từ trần hồi 8h33’, ngày 30 tháng 11 năm 2007, tại Bệnh viện Trung ương 108 (Hà Nội), hưởng thọ 89 tuổi.